# Lev XIII.

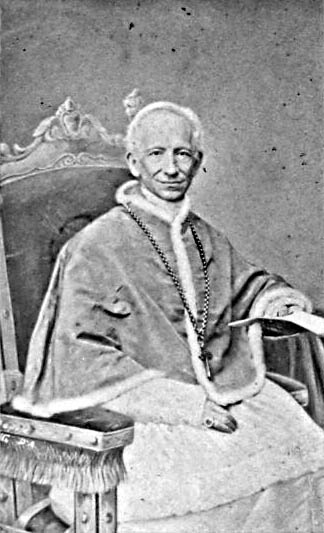
Fratelli D’Alessandri: Lev XIII. jako kardinál (1865)

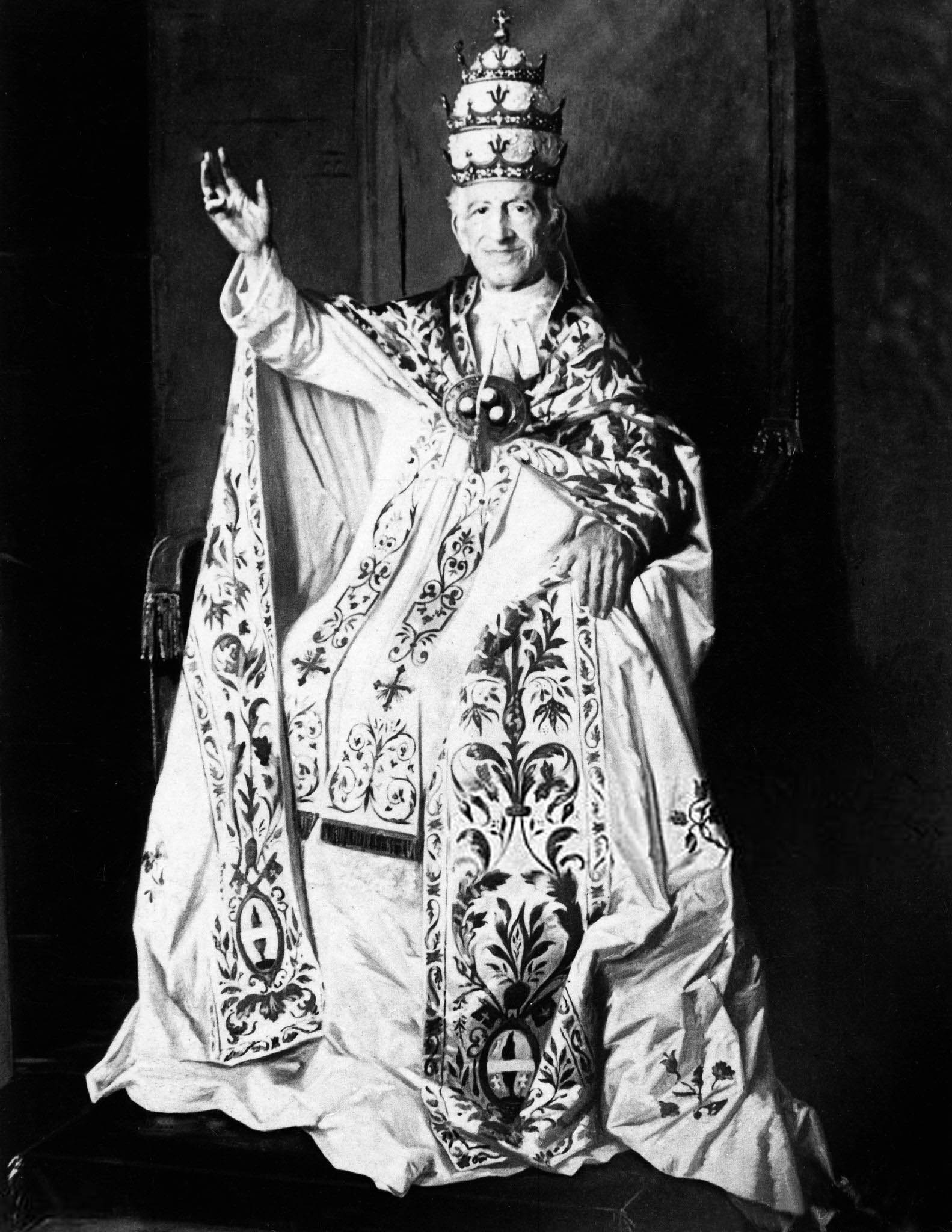
Nejstarší fotografie z intronizace papeže Lva XIII. (1878)

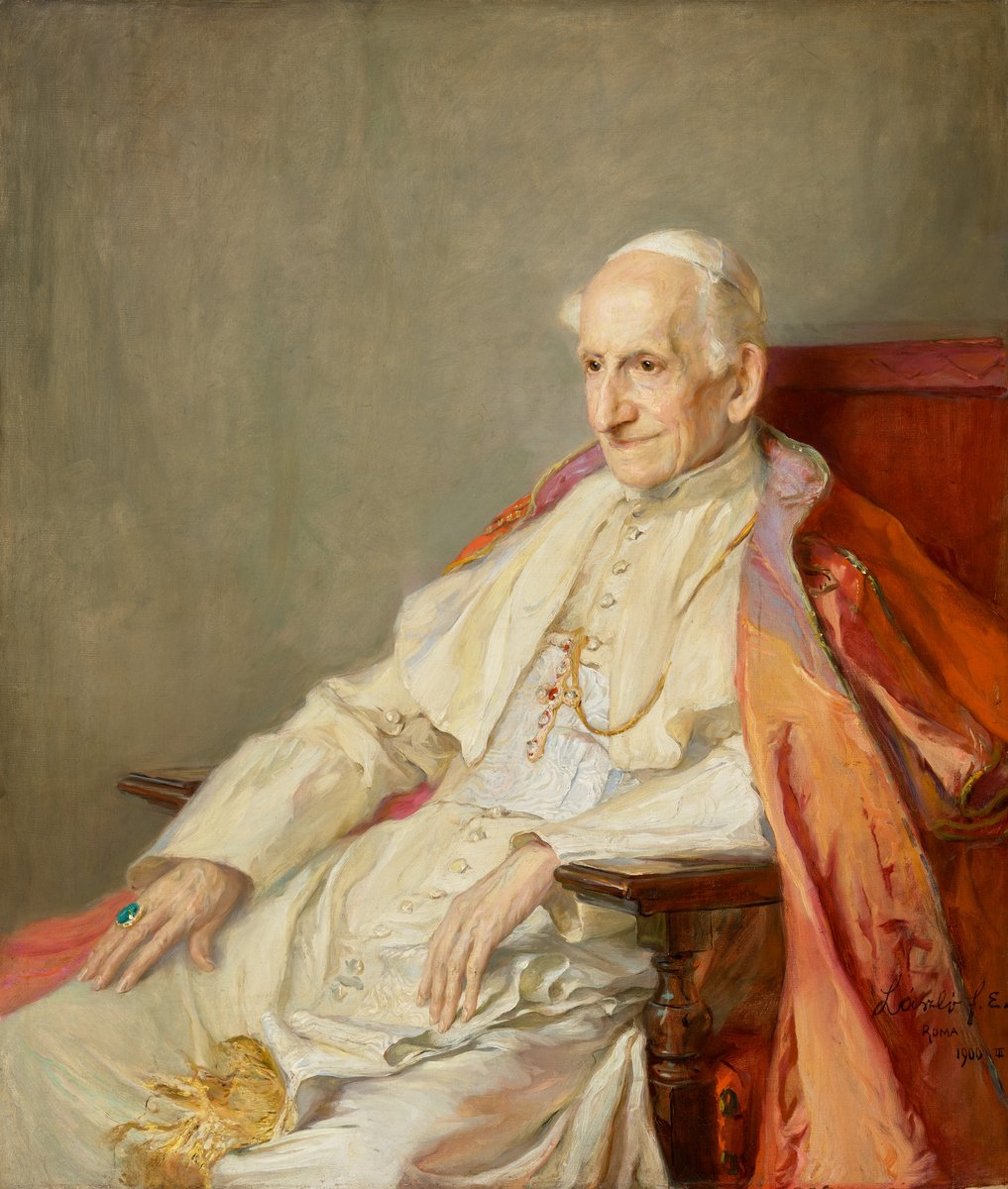
Lászlo Fülöp Elek: Poslední portrét Lva XIII. (1900)

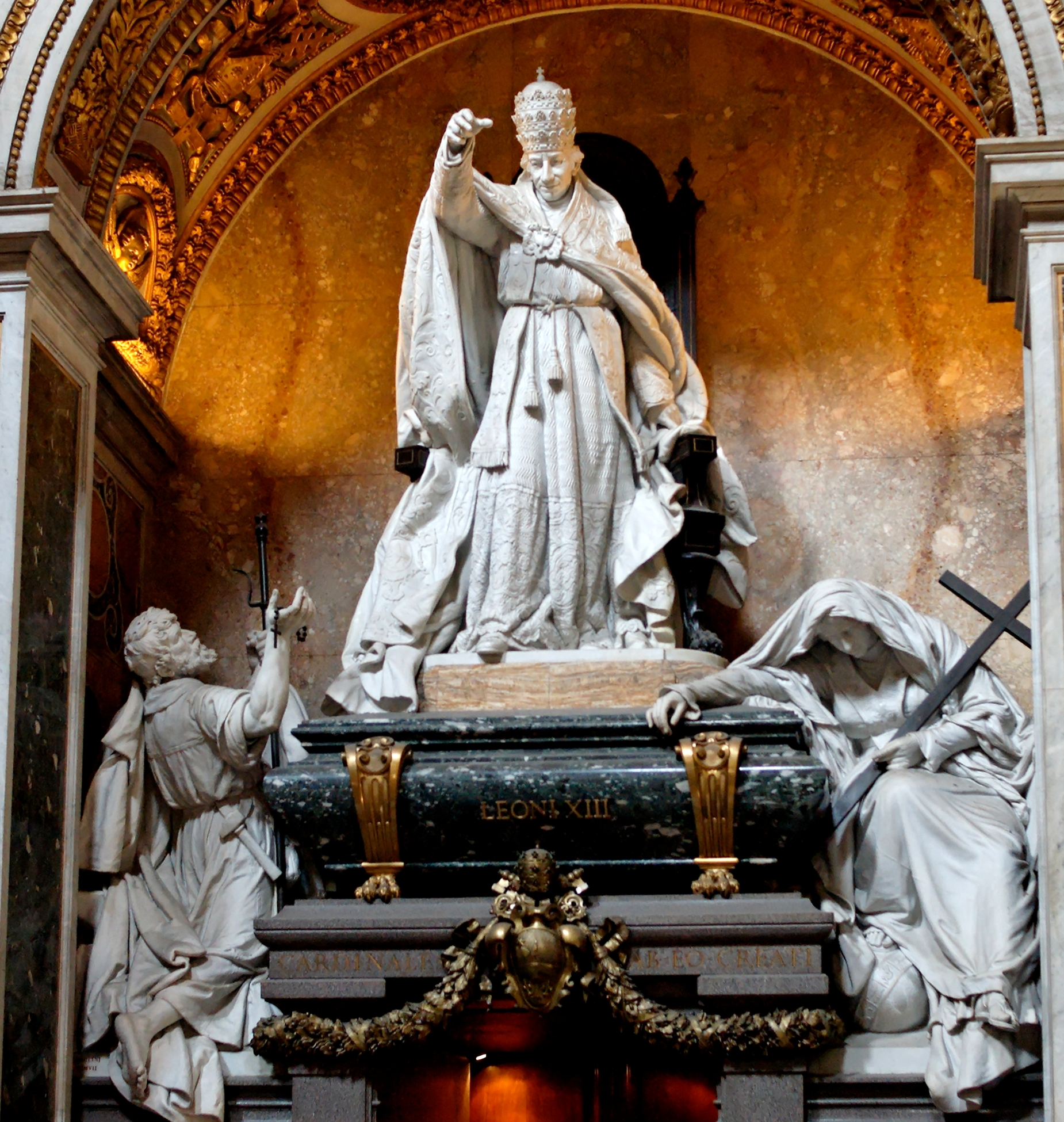
Giulio Tadolini: Hrobka Lva XIII, bazilika Sv. Jana v Lateránu (1907)

Lev XIII., vlastním jménem Vincenzo Gioacchino Raffaele Luigi Pecci (2. března 1810 Carpineto Romano – 20. července 1903 Apoštolský palác) byl 256. papežem katolické církve (1878–1903). Provedl její rozsáhlou reorganizaci a vydal první z velkých sociálních encyklik, Rerum novarum. Během jeho pontifikátu výrazně vzrostla mezinárodní politická prestiž papežství.
Byť byl zvolen v poměrně vysokém věku (68 let), jeho pontifikát se nakonec stal historicky (ověřeně) nejdelším po jeho předchůdci Piovi IX. (později byl překonán ještě Janem Pavlem II.). Vykonával úřad až do své smrti v 93 letech, čímž se stal druhým nejstarším papežem v historii (po Agathovi, který se údajně dožil více než sta let).

## Životopis
Vincenzo Pecci se narodil ve vesnici Carpineto Romano, v horách jihovýchodně od Říma, jako šesté dítě v nižší šlechtické rodině. Studoval ve Viterbu (1818–1824), v římském semináři (1824–1832) a na akademii urozených kněží (1832–1837). V roce 1837 byl vysvěcený na kněze a byl přijat do řad papežských diplomatů.
Nejdříve působil jako papežský legát v Beneventu a Perugii, v roce 1843 jej Řehoř XVI. vyslal jako apoštolského nuncia do Bruselu. Zde podpořil místní biskupy proti vládě, načež byl v roce 1846 na žádost krále Leopolda I. odvolán. Tentýž rok se stal arcibiskupem v Perugii a Damiettě a o 7 let později obdržel kardinálský klobouk.
Jako biskup nechal přepracovat učební osnovy svého semináře, založil Akademii svatého Tomáše Akvinského a snažil se obnovit vztahy mezi katolickou církví a soudobou kulturou. V roce 1860 protestoval proti anexi Perugie Sardinským královstvím.

### Pontifikát
20. února 1878 byl kardinál Pecci na konkláve, jehož se účastnilo 60 z celkového počtu 64 kardinálů, zvolen nástupcem papeže Pia IX. Konkláve trvalo pouhých 36 hodin a nového pontifika zvolilo již při třetím skrutiniu.
Nový papež, který přijal jméno Lev XIII., začal svůj pontifikát v době hlubokého konfliktu mezi Svatým stolcem a mladým italským státem, který v předešlé dekádě během risorgimenta postupně pohltil území tisíciletého Papežského státu. Po prolomení Porta Pia v roce 1870 se Pius IX. prohlásil „vatikánským vězněm“, neopouštěl Vatikán a sváděl diplomatický boj s nepřátelským a antiklerikálním Italským královstvím.
Hlavním cílem nového papeže bylo přizpůsobit římskokatolickou církev moderní době. Podporoval ve Vatikánu studium astronomie a přírodních věd a zpřístupnil část vatikánského archivu vědcům, bez ohledu na jejich náboženské vyznání. 15. května 1891 vydal první velkou sociální encykliku Rerum novarum, v níž popsal a částečně i definoval základy sociálního učení římskokatolické církve. V ní podpořil soukromé vlastnictví a práva dělníků na spravedlivou mzdu, důstojné pracovní podmínky a zakládání odborů. Tato encyklika mu vynesla přezdívku papež pracujících.
Lev XIII. provedl výraznou reorganizaci církevních struktur. Založil 248 nových diecézí a arcidiecézí, většinou mimoevropských (včetně 28 v USA), a dva patriarcháty (pro severní Afriku a pro Indii s Japonskem). Zavedl termín odloučení bratři pro křesťany nesjednocené s Římem. V roce 1893 zavedl svátek Svaté rodiny. Na konci svého pontifikátu vydal nové regule pro cenzuru a 17. září 1900 novelizoval Index zakázaných knih.

## České země
Jednu svou encykliku, Quae ad nos, věnoval Lev XIII. přímo českým a moravským biskupům, které v ní vyzval k naléhavým opatřením proti postupující sekularizaci českého národa. Díky Lvu XIII. byla také založena česká kolej v Římě, nazvaná Bohemicum.
Češi vyjádřili papeži opakovaně své díky, u příležitosti jeho životního i kněžského jubilea. Z iniciativy kardinála Schönborna uspořádali v roce 1888 pouť do Říma a přinesli papeži darem více než stovku nově zhotovených precios a parament, jež zhotovili čeští umělci a financovali čeští věřící. Cestovní liturgické soupravy byly určeny pro misionáře.

## Dílo

### Encykliky
- Inscrutabili dei consilio (21. duben 1878)
- Quod Apostolici Muneris (28. prosinec 1878)
- Aeterni Patris (4. září 1879)
- Arcanum divinae (10. únor 1880)
- Grande Munus (30. září 1880)
- Sancta Dei Civitas (3. prosinec 1880)
- Diuturnum (29. červen 1881)
- Licet Multa (3. srpen 1881)
- Etsi nos (15. únor 1882)
- Auspicato concessum (17. srpen 1882)
- Cum Multa (8. prosinec 1882)
- Supremi Apostolatus Officio (1. září 1883)
- Nobilissima Gallorum Gens (8. duben 1884)
- Humanum genus (20. duben 1884)
- Superiore Anno (30. srpen 1884)
- Immortale Dei (1. listopad 1885)
- Spectata Fides (27. listopad 1885)
- Quod Auctoritate (22. prosinec 1885)
- Iampridem (6. leden 1886)
- Quod Multum (22. srpen 1886)
- Pergrata (14. září 1886)
- Vi è Ben Noto (20. září 1887)
- Officio sanctissimo (22. prosinec 1887)
- Quod Anniversarius (1. duben 1888)
- In Plurimis (5. květen 1888)
- Libertas praestantissimum (20. červen 1888) – o podstatě lidské svobody, jejím užívání podle vůle Boží a o jejím zneužívání liberalismem
- Saepe Nos (24. červen 1888)
- Paterna Caritas (25. červenec 1888)
- Quam Aerumnosa (10. prosinec 1888)
- Etsi cunctas (21. prosinec 1888)
- Exeunte Iam Anno (25. prosinec 1888)
- Magni Nobis (7. březen 1889)
- Quamquam Pluries (15. srpen 1889)
- Sapientiae Christianae (10. leden 1890)
- Dall'alto dell'Apostolico Seggio (15. říjen 1890)
- Catholicae Ecclesiae (20. listopad 1890)
- In Ipso (3. březen 1891)
- Rerum novarum (15. květen 1891)
- Pastoralis (25. červenec 1891)
- Pastoralis Officii (12. září 1891)
- Octobri Mense (22. září 1891)
- Au Milieu Des Sollicitudes (16. únor 1892)
- Quarto Abeunte Saeculo (16. červenec 1892)
- Magnae dei Matris (8. září 1892)
- Custodi di quella fede (8. prosinec 1892)
- Inimica Vis (8. prosinec 1892)
- Ad extremas (24. červen 1893)
- Constanti Hungarorum (2. srpen 1893)
- Laetitiae Sanctae (8. září 1893)
- Non Mediocri (25. říjen 1893)
- Providentissimus Deus (18. listopad 1893)
- Caritatis (19. březen 1894)
- Inter Graves (1. květen 1894)
- Litteras a vobis (2. červenec 1894)
- Iucunda Semper Expectatione (8. září 1894)
- Christi Nomen (24. prosinec 1894)
- Longinqua (6. leden 1895)
- Permoti Nos (10. červenec 1895)
- Adiutricem (5. srpen 1895)
- Insignes (1. květen 1896)
- Satis Cognitum (29. červen 1896)
- Fidentem Piumque Animum (20. září 1896)
- Divinum illud munus (9. květen 1897)
- Militantis Ecclesiae (1. srpen 1897)
- Augustissimae Virginis Mariae (12. srpen 1897)
- Affari vos (8. prosinec 1897)
- Caritatis Studium (25. červenec 1898)
- Spesse Volte (5. srpen 1898)
- Quam Religiosa (16. srpen 1898)
- Diuturni Temporis (5. září 1898)
- Quum Diuturnum (25. prosinec 1898)
- Annum sacrum (25. květen 1899)
- Depuis le Jour (8. září 1899)
- Paternae (18. září 1899)
- Omnibus Compertum (21. červenec 1900)
- Tametsi Futura Prospicientibus (1. listopad 1900)
- Graves de Communi Re (18. leden 1901)
- Gravissimas (16. květen 1901)
- Reputantibus (20. srpen 1901)
- Urbanitatis Veteris (20. listopad 1901)
- In Amplissimo (15. duben 1902)
- Quod Votis (30. duben 1902)
- Mirae Caritatis (28. květen 1902)
- Quae ad nos (22. listopad 1902)
- Fin dal Principio (8. prosinec 1902)
- Dum multa (24. prosinec 1902)

### Ostatní dokumenty
- Dopis Saepenumero considerantes kardinálům de Lucovi, Pitrovi a Hergenrötherovi z 18. srpna 1883 o nutnosti historických studií.
- Breve Vicariam potestatem z 1. 1. 1890 – kanonické ustanovení české koleje v Římě, Bohemica.